# 北美电话区号701
电话区号701是美国北达科他州在北美地区电话号码计划（NANP）中分配到的电话区号。它是AT&T于1947年创建的86个原始区号之一，并且仍然是北达科他州唯一的电话区号，也是11个全州只有一个区号的州之一。
区号701被分为俾斯麦和法戈LATA，这是少数如此划分的区号之一。 法戈LATA延伸到明尼苏达州北部，向东最远延伸至布雷纳德。
据预测，北达科他州将在2030年需要一个新的区号。在将近800个有效的中心局代码中，大约有600个已被分配。号码耗竭的危险原因来自移动服务的激增，尤其是在法戈、大福克斯和俾斯麦。 